# 佩罗布
佩罗布（法語：Peyraube，法語發音：[peʁob]）是法国上比利牛斯省的一个市镇，属于塔布区。

## 地理
佩罗布（43°12'6"N, 0°14'41"E）面积3.46 平方千米，位于法国奧克西塔尼大區上比利牛斯省，该省份为法国西南部内陆省份，北至热尔省，西接大西洋比利牛斯省，南与西班牙接壤，东临上加龙省。
与佩罗布接壤的市镇（或旧市镇、城区）包括：克拉拉克、博尔德、穆莱杜、图尔奈。

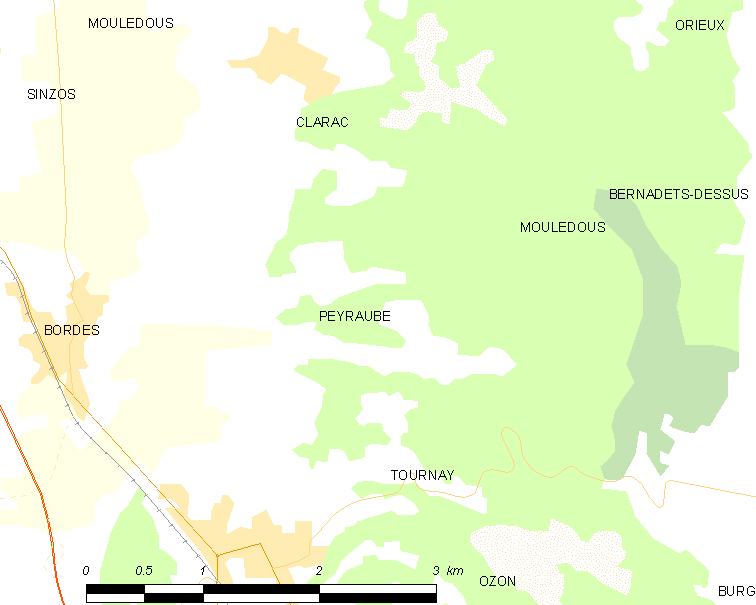
佩罗布的OSM定位图

佩罗布的时区为UTC+01:00、UTC+02:00（夏令时）。

## 行政
佩罗布的邮政编码为65190，INSEE市镇编码为65357。

## 政治
佩罗布所属的省级选区为阿罗斯河与巴伊斯河谷县。

## 人口

1962-2008年间佩罗布人口变化图示

佩罗布于2022年1月1日时的人口数量为170人。